# Union sportive Orléans Loiret judo
L'Union Sportive Orléans Loiret Judo Jujitsu (USOLJJ) est un club de judo et de jujitsu français basé à Orléans dans le département du Loiret et la région Centre.

## Historique
En juillet 1978, le Central Judo club Orléanais  et l'Union sportive orléanaise fusionnent afin de créer l'USO judo.

## Équipements
L'association dispose de six dojos répartis dans la ville d'Orléans.
Dojos: 
- Jean-Claude Rousseau: Rue Fernand Pelloutier
- Palais des Sports: Rue Eugène Vignat
- Jean Jaurès: Boulevard Jean Jaurès (Patinoire)
- Dauphine: Avenue Alain Savary
- CAF: Rue du Pot d'Argent
- Dojo de la Source: Rue Alain Fournier

## Judokas notoires
- Guy Delvingt
- Marc Alexandre, né en 1959
- Fabien Canu, né en 1960
- Laurent Del Colombo
- Dominique Brun
- Cathy Arnaud
- Vincenzo Carabetta
- Stéphane Traineau, né en 1966, Médaillé de Bronze aux Jeux olympiques d'Atlanta en 1996 et aux Jeux olympiques de Sydney en 2000
- Daniel Fernandes
- Anthony Rodriguez, vice-champion du monde en 2007
- Audrey La Rizza, championne du monde junior en 2000
- Frédérique Jossinet, née en 1975, vice-championne aux Jeux olympiques 2004 à Athènes
- Céline Lebrun, née en 1976, championne du monde en 2001 et vice-championne aux Jeux olympiques 2000 à Sydney
- Ugo Legrand, médaillé de bronze aux JO de Londres 2012
- Automne Pavia, médaillée de bronze aux JO de Londres 2012
- Romain Buffet
- Hélène Recveaux, 3ème au championnat du monde 2017
- Audrey Tcheuméo, vice-championne aux Jeux olympiques 2016 à Rio et médaillée de bronze aux JO de Londres 2012
- Julia Tolofua
- Eva Bisseni, double médaillée européenne de Judo (2002 et 2004), championne d'Europe et du monde de Jujitsu.
- Priscilla Gneto
- Astrid Gneto
- Margaux Pinot

## Palmarès

### Coupe d'Europe des clubs de judo
- Hommes[3]: 
  - Champion: 1985, 1986, 1987, 1989, 1990
  - Finaliste: 1996
  - Troisième:
- Femmes:
  - Champion: 2000, 2001, 2005, 2007, 2008, 2022
  - Finaliste: 2003, 2010
  - Troisième: 1997, 2006, 2009

### Champion de France des clubs
- Hommes:
  - vice-champion 2007
  - 3ème en 2005, 2013 et 2014
  - 5ème en 2006
- Femmes: 
  - championne en 2005, 2006 et 2008
  - vice-championne en 2009
  - 3ème en 2018, 2019 et 2020
  - 5ème en 2021 et 2022

## Organisation
- Coupe d'Europe des clubs de judo féminine: 2001, 2003, 2005, 2007, 2009 et 2010
- Le seigneurs des jeux: 2013, 2020